# Ekhagens strandbad

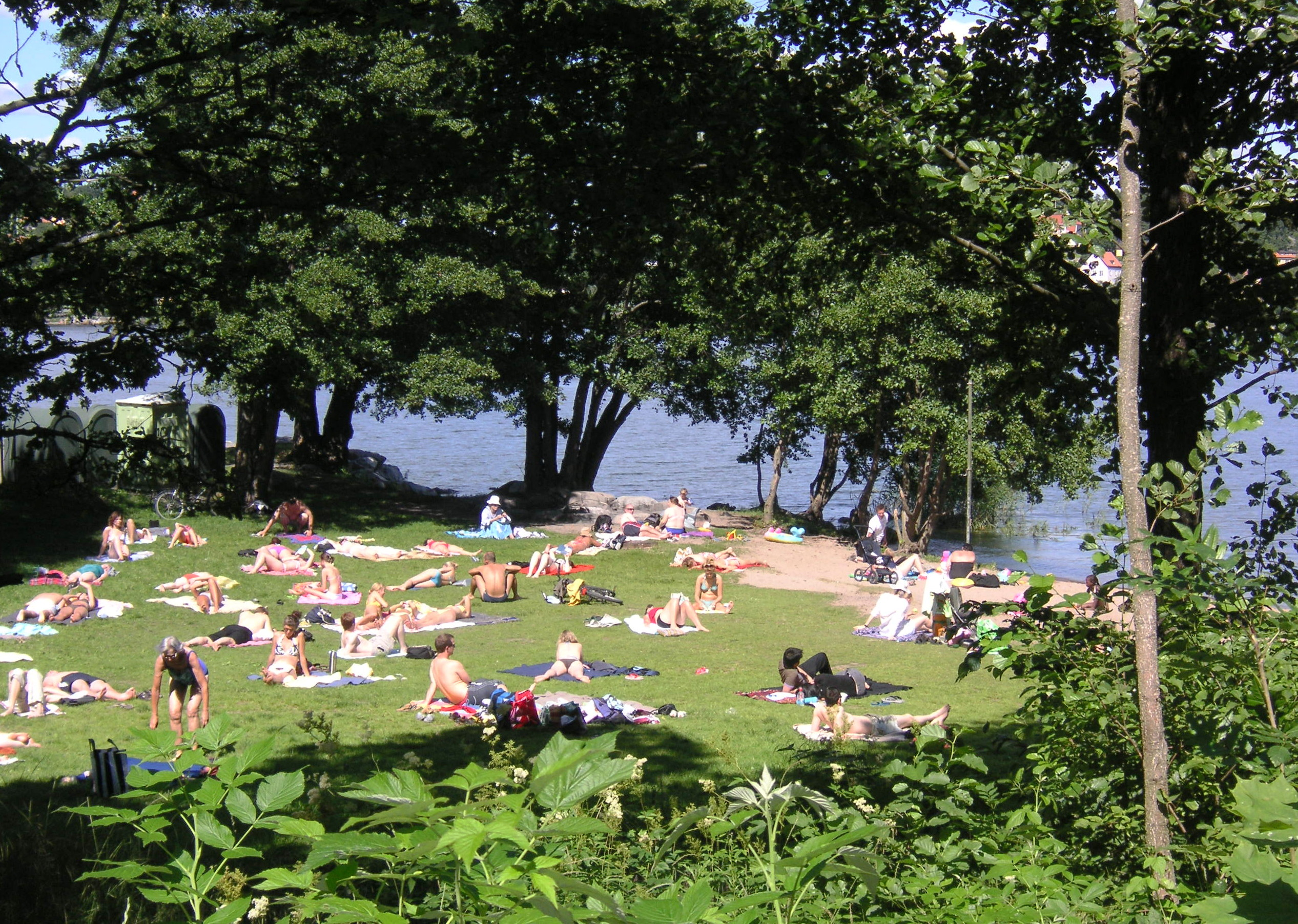
Ekhagens strandbad, juli 2007.

Ekhagens strandbad (även kallad Lappis Beach) är ett kommunalt strandbad vid Lilla Värtan på Norra Djurgården i Stockholms kommun. Badet drivs av Kungliga Djurgårdens förvaltning.

## Beskrivning
Ekhagens strandbad ligger i slutet av Lektorsstigen, direkt öster om Lappkärrsberget, därav smeknamnet Lappis Beach. Det officiella namnet härrör från närbelägna bostadsområdet Ekhagen. Badet har en cirka 50 meter lång sandstrand utan brygga. I anslutning finns en gräsmatta att sola på. Badområdet gränsar till skog och klippor. Under sommaren markeras badområdet i vattnet med bojlinor. Badplatsen har inga toaletter eller omklädningsmöjligheter, någon kiosk eller servering finns inte heller. På dagarna är badplatsen populär bland barnfamiljer, och om kvällarna kommer studenterna.